# Barbara Mertens
Barbara Mertens (Uccle, 21 de mayo de 1968–4 de junio de 2021) fue una periodista y presentadora de televisión belga.

## Biografía
Mertens se graduó en periodismo en la Université libre de Bruxelles y se convirtió en editora en jefe de la cadena radial Bel RTL en 2009, donde presentó el programa semanal Bel-RTL Matin junto con Thomas Van Hamme hasta 2014. Más adelante presentó el programa con Pascal Vrebos y condujo otro tipo de shows radiales con la cadena RTL-TVI.
Barbara Mertens falleció el 4 de junio de 2021 a los cincuenta y tres años.